# SN 2010le
SN 2010le – supernowa typu Ia odkryta 5 listopada 2010 roku w galaktyce A002052+3339. W momencie odkrycia miała maksymalną jasność 18,20m.